# San Damaso

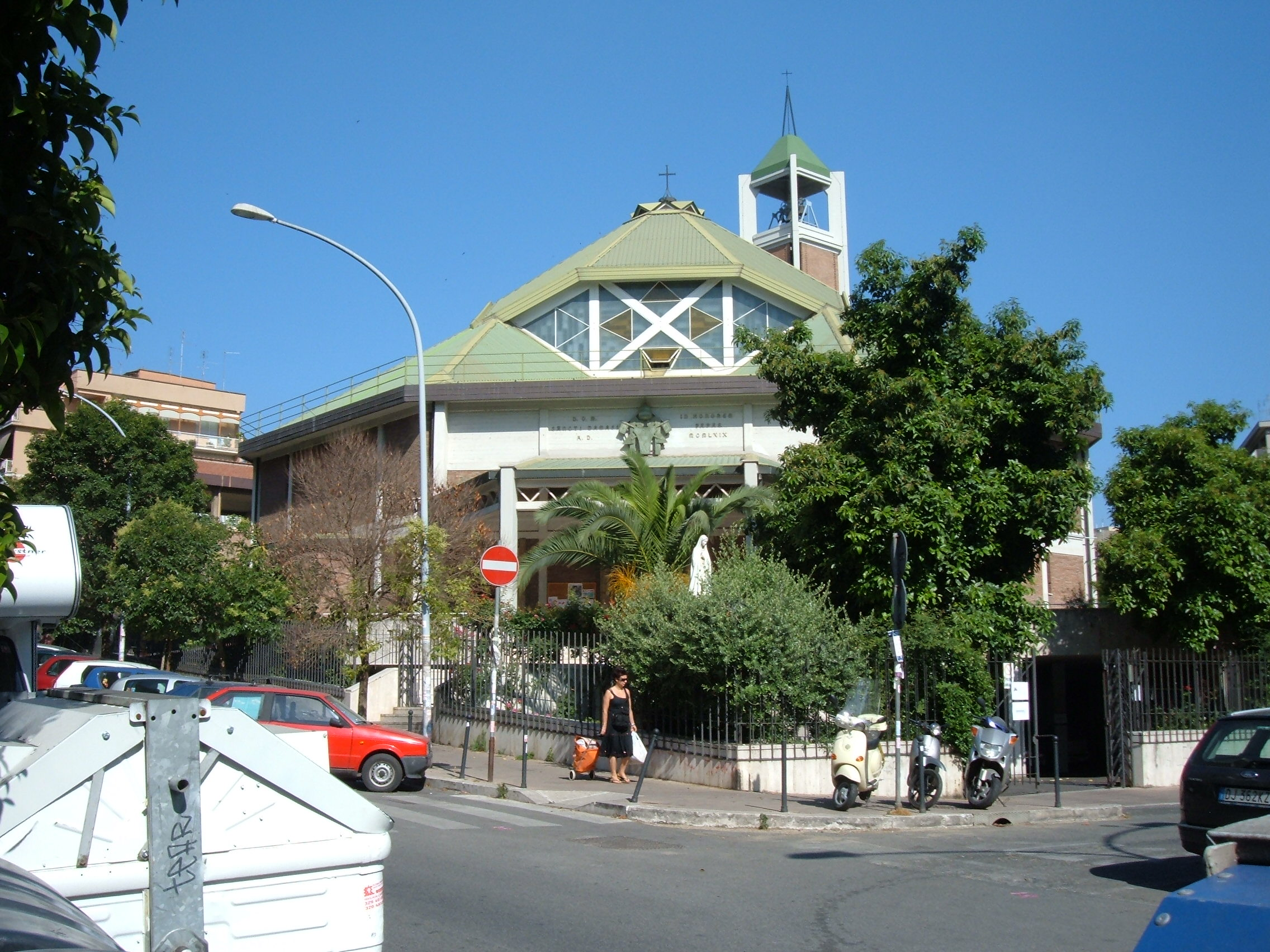
Vista da igreja e seu campanário no fundo.

San Damaso é uma igreja de Roma localizada na Via di Monte Verde, 10, no quartiere Gianicolense. É dedicada ao papa São Dâmaso I.

## História

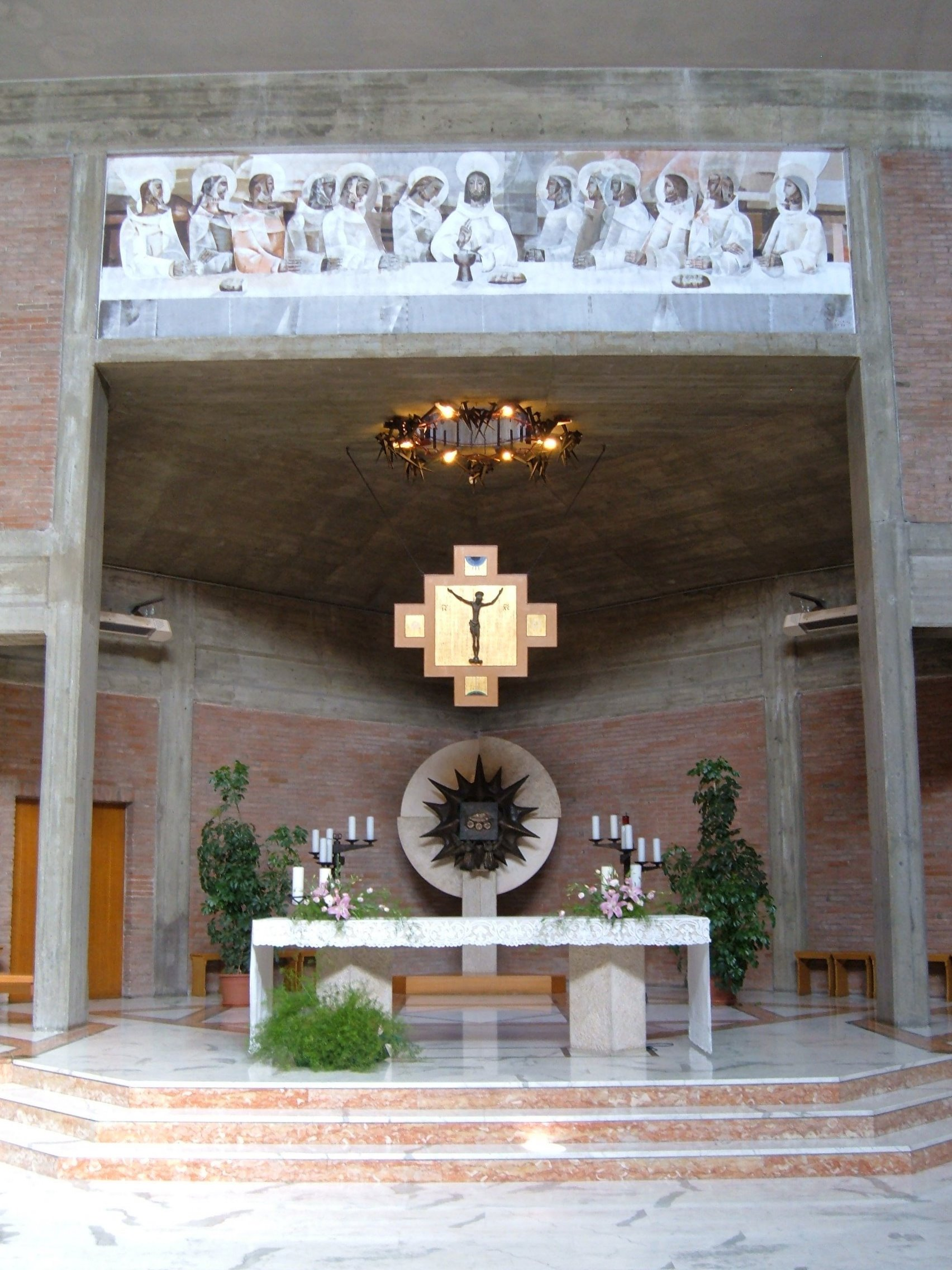
Vista do altar-mor.

Esta igreja tem sua origem numa curadoria da paróquia-mãe de Trasfigurazione di Nostro Signore Gesù Cristo fundada em 1956, que, em 25 de março de 1961, através do decreto "Cum in regione" do cardeal-vigário Clemente Micara, foi transformada em paróquia independente. Porém, a igreja só foi construída em 1969 com base num projeto do arquiteto Pasquale Carbonara, sua única obra em Roma. Em 6 de março de 1988, recebeu a visita do papa São João Paulo II.

## Descrição
San Damaso tem uma planta circular em concreto armado aparente e com cobertura de cobre verde. Na frente da fachada está uma ampla escadaria que dá acesso a um pórtico onde se abrem três portais de ingresso. Sobre as duas portas laterais estão as inscrições "Ego sum ostium" e "Ego sum pastor bonus". Sobre o pórtico está a dedicatória: "D.O.M. in honorem Sancti Damasi papae A.D. MCMLXIX". Ao lado da estrutura está um campanário no mesmo estilo. Quatro altos pilares de concreto ocupam os quatro cantos de sua planta quadrada e cada face tem nove painéis de tijolos separados por uma estreita viga de concreto acima do alto plinto, também de concreto. A câmara dos sinos, aberta, tem uma cobertura em formato de uma pirâmide íngreme, também em verde para combinar com o teto da igreja, e com uma agulha.

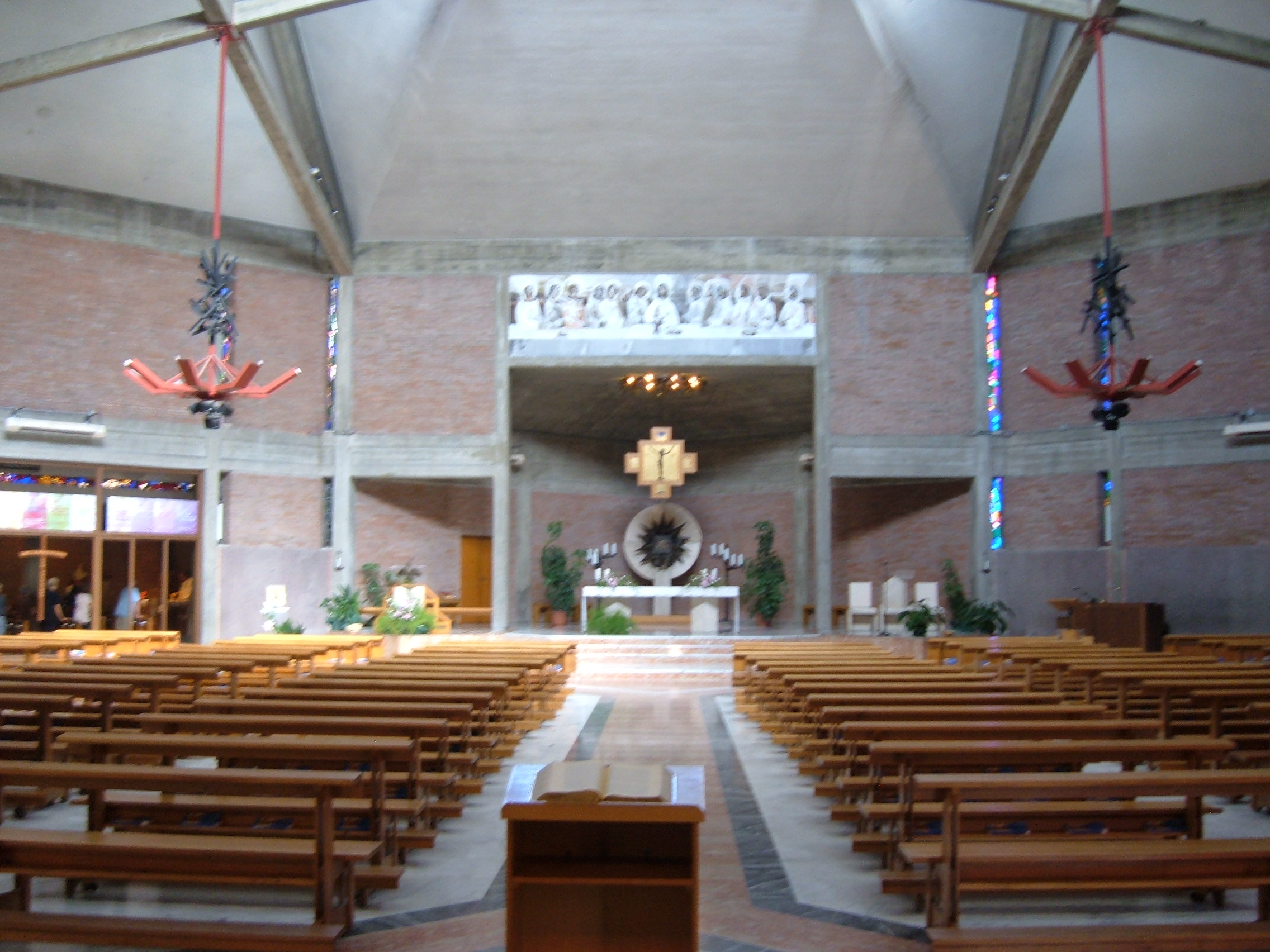
Vista do interior.

O interior também tem uma planta circular. Sobre o altar, numa reentrância em oposição às portas de entrada, está um desenho da "Última Ceia" de Jesus com os Apóstolos. Importante é a capela do batistério, onde está uma pia batismal no formato de um odre. Ao lado dela está uma cruz em bronze em torno da qual estão representadas três pombas, também em bronze. Três grandes painéis em terracota representam mulheres indo buscar água a partir do ponto de vista da fonte. À direita está a caixa do órgão de tubos ao passo que a console está posicionada ao lado do presbitério. À esquerda está uma estátua da Madonna della Fiducia.
Da abóbada pendem quatro lustres de ferro realizados pelo escultor Ubert Piacco. Em posição perpendicular a respeito do altar-mor, o escultor criou, também em ferro, uma coroa de espinhos que cerca uma luminária circular orientada para o céu.